# 프랑크 디쾨터

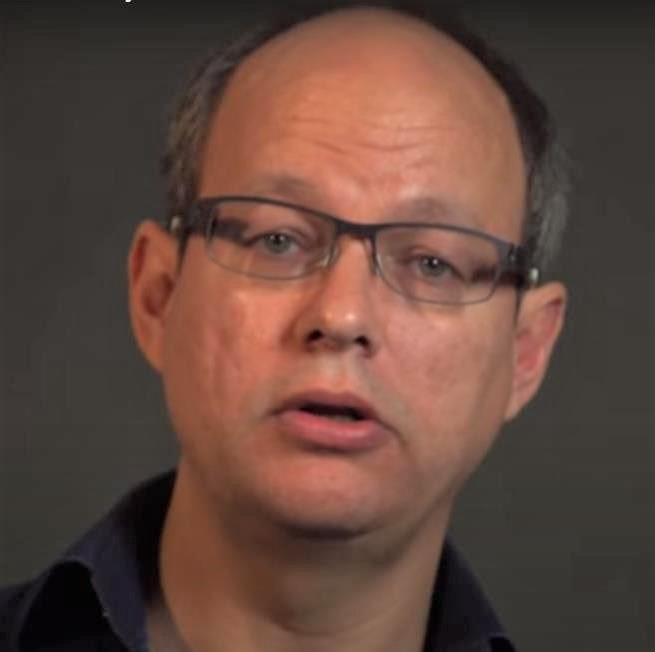

프랑크 디쾨터 (Frank Dikötter)는 현대 중국을 전문으로 하는 네덜란드 역사가다.

## 경력
디쾨터는 2006년부터 홍콩 대학 인문학 석좌교수로 재직하고 있으며, 홍콩 이주 전에는 런던 대학교 동양 아프리카 연구 학원 중국현대사 교수로 재직하였다.

## 연구 작업
《마약 문화》(2004)에서 디쾨터는 아편 금지가 중국인에게 미치는 영향이 약물 자체의 효과보다 더 큰 피해를 초래했다고 주장한다.이런 논의는 학자들로부터 잘 받아들여지지 않았으며, 역사가 캐슬린 L. 로드윅은 《마약 문화》는, 제국주의가 그렇게 나쁘지는 않다는 것을 우리에게 확신시키거나 적어도 우리가 제국주의자들, 이 경우에는 무역으로 막대한 부를 얻은 아편 무역업자들이 만들어낸 사회 문제에 대해 그들을 비난해서는 안 된다는 것을 확신시키는 것을 목표로 삼는 수정주의 역사 중 하나인 것 같다고 하였다. 티머시 브룩은 디쾨터의 주장이 실제적인 증거와 심지어 상식과도 맞지 않는 주장이라고 하였다.
디쾨터는 새로운 기록 자료를 기반으로 중국 인민의 삶에 공산주의가 미친 영향을 기록한 세 권의 책인 《인민 삼부작》의 저자이다. 《마오의 대기근》, 《해방의 비극》, 《문화 대혁명》으로 이루어져 있다.
《마오의 대기근》은 2010년에 논픽션 부문으로 사무엘 존슨 상을 수상했다. 학술적 평가는 훨씬 더 비판적이었다. 2010년에 판카지 미슈라(Pankaj Mishra)는 디쾨터의 작업을 "대담하고 매력적인 수정주의자"라고 묘사했으며, 두 사람 사이에 공개 논쟁을 불러일으켰다. 빈 대학의 중국 역사 및 정치 강사인 펠릭스 벰호이어(Felix Wemheuer)는 파괴와 사망자 수의 지역적 차이에 대한 설명의 부족, 문제를 해결하려는 마오쩌둥의 노력에 대한 무지, 그리고 중국 공산주의를 테러로 축소시키려는 그의 정치적 의도로 인한 정교한 논증의 부족 등을 비판하였다. 중국의 사회 역사가인 앤서니 가너트(Anthony Garnaut)는 디쾨터의 통계가 학문적 모범 사례에 미치지 못하며 디쾨터가 사건을 다루는 보관 문서의 매우 간단한 표현을 무시했다고 언급했다.
마오쩌둥의 전기 작가 필립 쇼트(Philip Short)는 "디쾨터가 저지른 실수들을 살펴보면 희한하게도 일관성이 있다. 그 실수들은 모두 마오와 동료 지도자들을 비난하는 디쾨터 자신의 논거를 강화하는 데 도움이 되었다."고 썼다. 디쾨터의 오류와 오해의 소지가 있는 설명과 관련하여 쇼트는 디쾨터의 책의 주요 문제점은 마오와 그의 동료들이 그렇게 행동한 이유에 대한 제대로 된 설명을 제공하지 않는다는 점이라고 했다. 쇼트는 디쾨터의 책이 "서술 대상으로 삼은 시대에 대한 균형 잡힌 해설을 제공하기보다, 그 시대를 기소하는 데 필요한 논지를 제공"한다고 했다.

## 같이 보기
- 문화대혁명
- 대약진 운동
- 마오쩌둥